# NGC 1050
NGC 1050 في الفهرس العام الجديد، هي مجرة، تقع في كوكبة حامل رأس الغول. اكتشفت في 27 سبتمبر 1865 بواسطة هاينريش لويس دريست.

## روابط خارجية
- NGC 1050 على موقع ويكي سكاي: DSS2, SDSS, GALEX, IRAS, Hydrogen α, X-Ray, Astrophoto, Sky Map, Articles and images